# Список тимчасових слідчих комісій Верховної Ради України
Тимчасова слідча комісія Верховної Ради України (ТСК) — колегіальний тимчасовий орган Верховної Ради України, що утворюється із числа народних депутатів України, завданням якого є здійснення парламентського контролю шляхом проведення розслідування з питань, що становлять суспільний інтерес.
У списку наведені тимчасові слідчі комісії, що утворювалися Верховною Радою починаючи з 1996 року, з урахуванням «тимчасових спеціальних слідчих комісій», що за статусом більше походили на слідчі.
Кольором виділені парламентські скликання.
| № з/п | С.   | № у скл. | Назва комісії | Дата утворення | Голова                          | Звіт                                                                                          |
| ----- | ---- | -------- | --- | -------------- | ------------------------------- | --------------------------------------------------------------------------------------------- |
| 1     | ІІ   | 1        | По вивченню ситуації, що склалася в телерадіоінформаційному просторі України | 14.09.1995     |                                 |                                                                                               |
| 2     | ІІ   | 2        | По перевірці додержання положень Закону України «Про статус народного депутата України» у зв'язку з притягненням до кримінальної відповідальності народного депутата України дванадцятого скликання Сичова В. О. | 02.02.1996     |                                 |                                                                                               |
| 3     | ІІ   | 3        | Для розслідування обставин загибелі народних депутатів України Драгомарецького С. Д. і М'ясковського М. М. | 17.05.1996     |                                 |                                                                                               |
| 4     | ІІ   | 4        | По перевірці законності відчуження майна Скадовського морського торгового порту | 12.07.1996     |                                 |                                                                                               |
| 5     | ІІ   | 5        | (По перевірці ходу розслідування кримінальних справ щодо терористичних актів проти державних діячів України) | 05.11.1996     |                                 |                                                                                               |
| 6     | ІІ   | 6        | Для перевірки законності виділення і використання коштів на капітальний ремонт Палацу культури «Україна» | 12.12.1996     |                                 |                                                                                               |
| 7     | ІІ   | 7        | По розслідуванню зловживань, допущених при виконанні Міжурядової угоди щодо виплати компенсації громадянам України за примусові роботи в Німеччині | 04.02.1997     |                                 |                                                                                               |
| 8     | ІІ   | 8        | По перевірці можливих фактів несанкціонованої торгівлі зброєю | 18.02.1997     | Ігнатенко О. С.                 |                                                                                               |
| 9     | ІІ   | 9        | Для перевірки діяльності державної контрольно-ревізійної служби та законності проведення перевірок недержавних засобів масової інформації | 25.04.1997     | Гошовська В. А.                 |                                                                                               |
| 10    | ІІ   | 10       | По перевірці обставин створення, діяльності та банкрутства українсько-американського спільного підприємства «Борщагівський хіміко-фармацевтичний завод» [Архівовано 16 лютого 2017 у Wayback Machine.] | 10.10.1997     | Жовтяк Є. Д.                    |                                                                                               |
| 11    | ІІ   | 11       | По вивченню ситуації щодо стану грошово-кредитного та фондового ринків України, виконання державного бюджету, погашення заборгованості по оплаті праці та прирівняних до неї виплат і доплат, стипендій, пенсій та інших соціальних виплат | 11.12.1997     | Тимошенко Ю. В.                 |                                                                                               |
| 12    | ІІ   | 12       | По вивченню ситуації щодо стану інформування населення України державним телебаченням та радіомовленням про діяльність органів державної влади України | 11.12.1997     |                                 |                                                                                               |
| 13    | ІІ   | 13       | Для перевірки додержання процедури призначення частини суддів Конституційного Суду України | 16.01.1998     |                                 |                                                                                               |
| 14    | ІІ   | 14       | Для з'ясування обставин, пов'язаних із закриттям газети «Правда Украины» та інших газет | 03.02.1998     |                                 |                                                                                               |
| 15    | ІІ   | 15       | По вивченню ситуації щодо стану додержання виборчого законодавства під час проведення виборів народних депутатів України | 24.03.1998     |                                 |                                                                                               |
| 16    | ІІІ  | 1        | По вивченню ситуації щодо забезпечення конституційних прав громадян України на отримання заробітної плати, стипендій, пенсій та інших соціальних виплат | 03.06.1998     |                                 |                                                                                               |
| 17    | ІІІ  | 2        | По вивченню законності використання бюджетних коштів у місті Києві за період 1996—1998 років [Архівовано 13 грудня 2016 у Wayback Machine.] | 29.06.1998     | Лавриненко М. Ф.                |                                                                                               |
| 18    | ІІІ  | 3        | По перевірці заяв стосовно хабарництва під час голосування по кандидатах на посаду Голови Верховної Ради України | 10.07.1998     | Райковський Б. С.               |                                                                                               |
| 19    | ІІІ  | 4        | Для перевірки фактів порушення прав українських акціонерів відкритого акціонерного товариства «Миколаївцемент» | 24.07.1998     | Квятковський І. В.              |                                                                                               |
| 20    | ІІІ  | 5        | З питання проведення розслідування обставин створення та діяльності акціонерної компанії «Держінвест України», державного підприємства «Фінпром» та видання Указу Президента України від 27 березня 1998 року № 233 | 15.09.1998     | Рябченко О. В.                  |                                                                                               |
| 21    | ІІІ  | 6        | По перевірці діяльності Національного банку України | 20.10.1998     | Суслов В. І.                    |                                                                                               |
| 22    | ІІІ  | 7        | По вивченню обставин, пов'язаних із затриманням народного депутата України Лазаренка П. І. в Швейцарській Конфедерації | 09.12.1998     | Медведчук В. В.                 |                                                                                               |
| 23    | ІІІ  | 8        | Щодо визначення реальної бази бюджетних надходжень і витрат з енергоринку і нафтогазового комплексу України та можливості повернення боргів Державного комітету України по матеріальних резервах | 15.12.1998     | Асадчев В. М.                   |                                                                                               |
| 24    | ІІІ  | 9        | По перевірці фактів незаконної торгівлі зброєю і військовим майном та їх незаконної передачі в інші країни у період 1991—1998 років | 15.12.1998     | Сінченко С. Г.                  |                                                                                               |
| 25    | ІІІ  | 10       | З перевірки фактів підкупу виборців та фальсифікації протоколів дільничних виборчих комісій, які мали місце при проведенні виборів народного депутата України 20 грудня 1998 року в одномандатному виборчому окрузі № 221 | 22.12.1998     | Головатий С. П.                 |                                                                                               |
| 26    | ІІІ  | 11       | З перевірки фактів погроз i підкупу виборців та порушень членами дільничних виборчих комісій, які мали місце під час проведення виборів народного депутата України 20 грудня 1998 року в одномандатному виборчому окрузі № 101 | 12.01.1999     | Альохін В. І.                   |                                                                                               |
| 27    | ІІІ  | 12       | Для перевірки діяльності Кабінету Міністрів України, Міністерства енергетики України та його підрозділів по забезпеченню населення України електроенергією | 04.02.1999     | Костусєв О. О.                  |                                                                                               |
| 28    | ІІІ  | 13       | По вивченню ситуації, що склалася в інформаційному просторі України та щодо перебування в слідчому ізоляторі колишнього головного редактора газети «Правда Украины» [Архівовано 14 січня 2014 у Wayback Machine.] | 04.02.1999     | Правденко С. М.                 |                                                                                               |
| 29    | ІІІ  | 14       | По вивченню ситуації в інформаційному просторі, зокрема на загальнонаціональних каналах телебачення і радіомовлення України | 02.03.1999     | Онуфрійчук М. Я.                |                                                                                               |
| 30    | ІІІ  | 15       | Для розслідування обставин загибелі народного депутата України Чорновола В. М. | 09.04.1999     | Медведчук В. В.                 |                                                                                               |
| 31    | ІІІ  | 16       | З питань приватизації відкритого акціонерного товариства «Миколаївський глиноземний завод» | 13.05.1999     | Гаркуша О. М.                   |                                                                                               |
| 32    | ІІІ  | 17       | По розслідуванню обставин відкриття за кордоном валютних рахунків, використання та приховування на них валютної виручки посадовими особами — громадянами України | 16.06.1999     | Омельченко Г. О.                |                                                                                               |
| 33    | ІІІ  | 18       | З питань діяльності в галузі зв'язку та інформатизації | 09.07.1999     | Хмельовий А. П.                 |                                                                                               |
| 34    | ІІІ  | 19       | Для розслідування обставин здійснення замаху на життя народного депутата України, кандидата в Президенти України Вітренко Н. М., народного депутата України Марченка В. Р. та інших громадян України | 05.10.1999     | Жир О. О.                       |                                                                                               |
| 35    | ІІІ  | 20       | Для розслідування факту порушення працівниками органів внутрішніх справ Дніпровського району міста Києва депутатської недоторканності народного депутата України Гуцола М. В. | 24.12.1999     | Єрмак А. В.                     |                                                                                               |
| 36    | ІІІ  | 21       | З контролю і перевірки фінансово-господарської та організаційної діяльності колишнього Голови Верховної Ради України, Апарату Верховної Ради України | 21.01.2000     | Кендзьор Я. М.                  |                                                                                               |
| 37    | ІІІ  | 22       | Щодо стану розслідування кримінальних справ відносно зникнення журналіста Г. Гонгадзе, громадського діяча М. Бойчишина, вбивств народних депутатів України Є. Щербаня і В. Гетьмана та спроби вбивства народного депутата України В. Бортника, нападів на народних депутатів України О. Єльяшкевича, В. Хару, викрадення сина народного депутата України В. Альохіна та загибелі народних депутатів України В. Бойка, М. Мясковського, С. Драгомарецького        | 21.09.2000     | Лавринович О. В.                |                                                                                               |
| 38    | ІІІ  | 23       | З питань вивчення соціально-політичної ситуації, що склалася у місті Василькові Київської області у зв'язку з проведенням у травні 2000 року позачергових виборів міського голови, та забезпечення конституційних прав громадян місцевими органами державної влади | 16.11.2000     |                                 |                                                                                               |
| 39    | ІІІ  | 24       | Для розслідування обставин стосовно подій 9 березня 2001 року в м. Києві | 22.03.2001     |                                 |                                                                                               |
| 40    | ІІІ  | 25       | Для з'ясування причин, що призвели до кризового фінансового стану Акціонерного комерційного агропромислового банку «Україна» [Архівовано 4 березня 2018 у Wayback Machine.] | 05.07.2001     | Король В. М.                    | [Архівовано 25 червня 2017 у Wayback Machine.]                                                |
| 41    | ІІІ  | 26       | Для розслідування причин та обставин вбивства журналіста, генерального директора інформаційної телерадіокомпанії ІРТК «ТОР» м. Слов'янська Донецької області Александрова Ігоря Олександровича | 13.09.2001     | Хмельовий А. П.                 |                                                                                               |
| 42    | ІІІ  | 27       | Для з'ясування причин, що призвели до кризового фінансового стану комерційного акціонерного банку «Слов'янський» | 15.11.2001     |                                 |                                                                                               |
| 43    | ІІІ  | 28       | Для проведення розслідування діяльності голови Сумської обласної державної адміністрації Щербаня В. П. | 15.11.2001     |                                 |                                                                                               |
| 44    | ІІІ  | 29       | Для перевірки дотримання вимог Конституції України і Регламенту Верховної Ради України при прийнятті Земельного кодексу України | 29.11.2001     |                                 |                                                                                               |
| 45    | ІІІ  | 30       | З питань реалізації виборчих прав громадян України під час проведення виборів народних депутатів України 2002 року | 17.01.2002     | Єльяшкевич О. С.                |                                                                                               |
| 46    | ІІІ  | 31       | Для розслідування обставин порушень конституційних прав людини та громадянина стосовно таємниці телефонних розмов | 07.03.2002     | Литвак О. М.                    |                                                                                               |
| 47    | IV   | 1        | По розслідуванню масових порушень виборчого законодавства під час виборів до Верховної Ради України та органів місцевого самоврядування в Донецькій області, містах Одеса, Кіровоград у січні — березні та червні 2002 року | 04.07.2002     | Зубов В. С.                     |                                                                                               |
| 48    | IV   | 2        | Для з'ясування причин, що призвели до кризового фінансового стану Акціонерного комерційного агропромислового банку «Україна», та перевірки дотримання законності при здійсненні його ліквідації | 04.07.2002     | Король В. М.                    | [Архівовано 4 березня 2018 у Wayback Machine.] [Архівовано 4 березня 2018 у Wayback Machine.] |
| 49    | IV   | 3        | З розслідування обставин вбивств журналістів Георгія Гонгадзе, Ігоря Александрова, посягання на життя народного депутата України Олександра Єльяшкевича та фактів порушень державними діячами Конституції і законів України | 11.07.2002     | Омельченко Г. О.                |                                                                                               |
| 50    | IV   | 4        | По перевірці фактів незаконної торгівлі зброєю і військовим майном та їх незаконної передачі в інші країни | 11.07.2002     | Сінченко С. Г.                  |                                                                                               |
| 51    | IV   | 5        | По факту смерті народного депутата України Олексенка Олега Івановича | 12.09.2002     | Соболєв С. В.                   |                                                                                               |
| 52    | IV   | 6        | З розслідування причин кризового стану в | 26.09.2002     | Льовін А. І.                    |                                                                                               |
| 53    | IV   | 7        | З питань вивчення дотримання законодавства та забезпечення конституційних прав громадян під час підготовки і проведення 16 вересня 2002 року акції «Повстань, Україно!» | 26.09.2002     |                                 |                                                                                               |
| 54    | IV   | 8        | З розслідування обставин нападу на народного депутата України Сівковича В. Л. | 15.10.2002     | Кармазін Ю. А.                  |                                                                                               |
| 55    | IV   | 9        | По перевірці достовірності фактів незаконної торгівлі зброєю з Республікою Ірак | 17.10.2002     | Андресюк Б. П.                  |                                                                                               |
| 56    | IV   | 10       | Для розслідування діяльності Національної ради України з питань телебачення і радіомовлення протягом 2000—2002 років | 28.11.2002     | Гринів І. О.                    |                                                                                               |
| 57    | IV   | 11       | Для контролю за дотриманням законності при ввезенні на митну територію України продуктів харчування та інших товарів | 25.12.2002     | Скомаровський В. В.             |                                                                                               |
| 58    | IV   | 12       | Для перевірки законності зміни рівня тарифів на житлово-комунальні послуги у м. Одесі | 06.02.2003     | Козаченко О. О.                 |                                                                                               |
| 59    | IV   | 13       | Для з'ясування причин утворення заборгованості за кредитами, залученими державою або під державні гарантії [Архівовано 5 березня 2016 у Wayback Machine.] | 20.02.2003     | Майстришин В. Я.                |                                                                                               |
| 60    | IV   | 14       | Для перевірки ситуації, що склалася на ринку зерна і хліба в Україні | 03.04.2003     | Гаврилюк В. В., Мельничук М. В. |                                                                                               |
| 61    | IV   | 15       | З питань вивчення ситуації у зв'язку з проведенням у червні 2003 року позачергових виборів міського голови м. Мукачеве Закарпатської області та забезпечення конституційних прав громадян під час виборів, фактів порушення правоохоронними органами виборчого законодавства України | 11.07.2003     | Оробець Ю. М.                   |                                                                                               |
| 62    | IV   | 16       | Для розслідування обставин трагічної загибелі депутата Тернопільської обласної ради, голови фракції «Наша Україна» в Тернопільській облраді Івана Гавдиди | 18.09.2003     | Кармазін Ю. А.                  |                                                                                               |
| 63    | IV   | 17       | З перевірки додержання вимог законодавства України Міністерством екології та природних ресурсів України при видачі спеціальних дозволів (ліцензій) на користування надрами | 18.09.2003     | Шведенко М. М.                  |                                                                                               |
| 64    | IV   | 18       | З перевірки дотримання Національною телекомпанією України вимог законодавства України щодо використання бюджетних коштів та ведення фінансово-господарської діяльності | 20.11.2003     | Артеменко Ю. А.                 |                                                                                               |
| 65    | IV   | 19       | З питань встановлення фактів закордонного втручання у фінансування виборчих кампаній в Україні через недержавні організації, що існують на гранти іноземних держав | 11.12.2003     | Мішура В. Д.                    |                                                                                               |
| 66    | IV   | 20       | З перевірки законності та фактів порушень при веденні будівництва торгово-сервісного центру «Поділля» на території Розсошанської сільської ради Хмельницького району Хмельницької області | 05.02.2004     | Лукашук О. Г.                   |                                                                                               |
| 67    | IV   | 21       | З питань перевірки ефективності діяльності органів державного управління щодо вирішення комплексу питань, пов'язаних з виводом Чорнобильської АЕС з експлуатації, впровадження Плану здійснення заходів на об'єкті «Укриття» та в зоні відчуження в питаннях поводження з радіоактивними відходами | 17.02.2004     | Осика С. Г.                     |                                                                                               |
| 68    | IV   | 22       | З питань додержання вимог законодавства України під час розслідування Головним управлінням МВС України у м. Києві кримінальної справи щодо дорожньо-транспортної події 2 листопада 2003 року за участю народного депутата України Черновецького Л. М. | 07.04.2004     | Вернидубов І. В.                |                                                                                               |
| 69    | IV   | 23       | З питань розслідування фактів тиску на народних депутатів України з боку державних органів | 03.06.2004     | Шкляр В. Б.                     |                                                                                               |
| 70    | IV   | 24       | З питань розслідування обставин отруєння кандидата на пост Президента України, народного депутата України Ющенка Віктора Андрійовича | 21.09.2004     | Сівкович В. Л.                  |                                                                                               |
| 71    | IV   | 25       | Для з'ясування обставин вчинення неправомірних дій працівниками податкової служби, що призвели до зупинення роботи Відкритого акціонерного товариства «Нафтопереробний комплекс — Галичина» (м. Дрогобич, Львівська область), а також з'ясування причин, що зумовили призупинення роботи Закритого акціонерного товариства "Транснаціональна фінансово-промислова нафтова компанія «Укртатнафта» (м. Кременчук, Полтавська область)                              | 07.10.2004     | Гудима О. М.                    |                                                                                               |
| 72    | IV   | 26       | Для розслідування обставин видання Указу Президента України «Про звільнення В. Сацюка з посади першого заступника Голови Служби безпеки України» | 21.12.2004     | Гаврилюк В. В.                  |                                                                                               |
| 73    | IV   | 27       | З питань розслідування причин незадовільного стану системи державних закупівель та перевірки фактів можливого зловживання службовим становищем посадових осіб, інших пов'язаних з цим питань | 24.12.2004     | Осика С. Г.                     |                                                                                               |
| 74    | IV   | 28       | З питань перевірки дотримання конституційних прав і свобод людини і громадянина | 21.04.2005     | Мусіяка В. Л.                   |                                                                                               |
| 75    | IV   | 29       | З питань перевірки оприлюднених через засоби масової інформації фактів корупційних дій, зловживання службовим становищем з боку окремих посадових осіб | 20.09.2005     | Заплатинський В. М.             |                                                                                               |
| 76    | IV   | 30       | З питань встановлення факту незаконного втручання громадянина Російської Федерації зі статусом біженця у Великій Британії Березовського Бориса Абрамовича у фінансування виборчої кампанії кандидата в Президенти України Ющенка Віктора Андрійовича [Архівовано 28 серпня 2017 у Wayback Machine.] | 20.09.2005     | Соломатін Ю. П.                 |                                                                                               |
| 77    | IV   | 31       | З розслідування обставин організації касетного скандалу та його впливу на стан національної безпеки України | 06.10.2005     | Драчевський В. В.               |                                                                                               |
| 78    | IV   | 32       | З питань розслідування фактів порушення права громадян на свободу совісті | 03.11.2005     | Сулковський П. Г.               |                                                                                               |
| 79    | IV   | 33       | З питань розслідування нападу на головного редактора газети «Коммунист Донбасса» Георгія Попова, пошкодження, шляхом підпалу, майна іноземного громадянина Валіза Арфуша та інших фактів тиску на представників засобів масової інформації | 17.11.2005     | Шурма І. М.                     |                                                                                               |
| 80    | IV   | 34       | З питань перевірки фінансово-господарської діяльності Національної акціонерної компанії «Нафтогаз України», кадрової політики компанії та умов забезпечення України газом на 2006 рік | 10.01.2006     | Іоффе Ю. Я.                     |                                                                                               |
| 81    | V    | 1        | З питання порушення законодавства під час проведення виборів до органів місцевого самоврядування в м. Черкаси у 2006 році | 25.07.2006     | Оробець Ю. М.                   |                                                                                               |
| 82    | V    | 2        | З питань розслідування звинувачень у підкупі народних депутатів України | 25.07.2006     | Борщевський В. В.               |                                                                                               |
| 83    | V    | 3        | З питань розслідування факту порушень прав народних депутатів України | 25.07.2006     | Шкіря І. М.                     |                                                                                               |
| 84    | V    | 4        | З питань перевірки ситуації із забезпеченням природним газом українських споживачів, розрахунками за поставлений природний газ та можливими порушеннями діючого законодавства на енергетичному ринку України | 03.08.2006     | Александровська А. О.           |                                                                                               |
| 85    | V    | 5        | З питання перешкоджання професійній діяльності журналістів телеканалу СТБ з боку народного депутата України Калашнікова О. І., яке відбулося 12 липня 2006 року біля будинку Верховної Ради України | 14.09.2006     | Курпіль С. В.                   |                                                                                               |
| 86    | V    | 6        | З питань розслідування обставин і причин загибелі журналіста Г. Гонгадзе та з'ясування причин зволікання у розслідуванні кримінальної справи | 21.09.2006     | Мойсик В. Р.                    |                                                                                               |
| 87    | V    | 7        | З питань перевірки фактів корупційних дій, зловживання службовим становищем з боку окремих посадових осіб Міністерства внутрішніх справ України, викладених у статті «Інша міліція», опублікованій у газеті «2000» 8 вересня 2006 року [Архівовано 4 серпня 2017 у Wayback Machine.] | 02.11.2006     | Кілінкаров С. П.                | [Архівовано 26 січня 2018 у Wayback Machine.]                                                 |
| 88    | V    | 8        | З питань розслідування витрат коштів, отриманих від приватизації ВАТ «Криворіжсталь» | 30.11.2006     | Гєллєр Є. Б.                    |                                                                                               |
| 89    | V    | 9        | З питань вивчення ситуації, що склалася у зв'язку з проведенням 26 листопада 2006 року позачергових виборів Кіровоградського міського голови та фактами порушень виборчого законодавства України | 14.12.2006     | Фесенко Л. І.                   |                                                                                               |
| 90    | V    | 10       | З розслідування обставин щодо фактів порушення Конституції України, законів України та побиття депутатів Київської міської ради під час розгляду питання про зміну тарифів на комунальні послуги на пленарному засіданні III сесії Київської міської ради V скликання 7 грудня 2006 року | 15.12.2006     | Беспалий Б. Я.                  |                                                                                               |
| 91    | V    | 11       | З питань перевірки ефективності функціонування спеціальних економічних зон та територій пріоритетного розвитку в Україні | 21.12.2006     | Плотніков О. В.                 |                                                                                               |
| 92    | V    | 12       | З питань вивчення причин вибіркового відшкодування податку на додану вартість, порушення посадовими особами Державної податкової адміністрації України та Державного казначейства України законодавства в сфері оподаткування | 22.02.2007     | Зозуля Р. П.                    |                                                                                               |
| 93    | V    | 13       | З розслідування обставин організації підготовки та видання посадовими особами Служби безпеки України незаконних наказів щодо прослуховування телефонних розмов та стеження за народними депутатами України, суддями Конституційного Суду України, суддями судів загальної юрисдикції і членами Центральної виборчої комісії та виконання цих наказів | 09.04.2007     | Самойленко Ю. П.                |                                                                                               |
| 94    | V    | 14       | З питань розслідування обставин звільнень і призначень суддів окремих судів загальної юрисдикції та їх голів, Генерального прокурора України | 27.04.2007     | Колесніченко В. В.              |                                                                                               |
| 95    | V    | 15       | З питань перевірки діяльності Національної ради України з питань телебачення і радіомовлення та її підрозділів з нагляду за дотриманням телерадіоорганізаціями законодавства України у сфері телебачення і радіомовлення | 04.05.2007     | Філіндаш Є. В.                  |                                                                                               |
| 96    | V    | 16       | З питань з'ясування обставин прийняття Радою суддів України рішення про призначення суддів на адміністративні посади та звільнення з цих посад | 08.06.2007     | Зварич І. Т.                    |                                                                                               |
| 97    | VI   | 1        | З питань розслідування обставин щодо фактів порушення Конституції України, законів України у сфері тарифних, майнових, земельних, бюджетних та фінансових відносин Харківським міським головою Добкіним Михайлом Марковичем та секретарем Харківської міської ради Кернесом Геннадієм Адольфовичем при виконанні ними службових обов'язків | 07.03.2008     | Ляшко О. В.                     |                                                                                               |
| 98    | VI   | 2        | З питань розслідування обставин порушення Конституції України та законів України, прийняття протиправних рішень посадовими особами Київської міської ради та її виконавчого органу | 07.03.2008     | Томенко М. В.                   |                                                                                               |
| 99    | VI   | 3        | З розслідування висвітлених у засобах масової інформації фактів щодо можливих порушень законодавства України та прав людини Міністром внутрішніх справ України Луценком Юрієм Віталійовичем | 07.03.2008     | Джига М. В.                     |                                                                                               |
| 100   | VI   | 4        | З питань з'ясування обставин встановлення високих цін на житло у м. Києві, інших містах України, а також невиконання забудовниками зобов'язань за договорами про інвестування у житлове будівництво | 05.06.2008     | Білозір О. В.                   |                                                                                               |
| 101   | VI   | 5        | З питань з'ясування обставин щодо порушення Конституції України та законодавства України Севастопольською міською державною адміністрацією та Севастопольською міською радою, іншими органами виконавчої влади з питань земельних відносин, а також щодо службових зловживань та розкрадання державних коштів при виконанні робіт за Програмою соціально-економічного розвитку м. Севастополя                                                                    | 05.06.2008     | Вернидубов І. В.                |                                                                                               |
| 102   | VI   | 6        | Для розслідування причин смерті 17-річного підлітка у м. Краматорську Донецької області і настання масових ускладнень після проведення вакцинації проти кору та краснухи серед населення Донецької області, а також для перевірки правомірності застосування вакцини, якою були проведені зазначені щеплення | 05.06.2008     | Корж В. П.                      |                                                                                               |
| 103   | VI   | 7        | З розслідування обставин, пов'язаних з будівництвом металургійного заводу в Білоцерківському районі Київської області та шкодою, що може бути завдана у зв'язку з цим навколишньому середовищу | 05.06.2008     | Ляпіна К. М.                    |                                                                                               |
| 104   | VI   | 8        | З питань розслідування фактів порушення Конституції України, Земельного кодексу України, інших законів України Тернопільською міською радою, невиконання нею рішень судів при відведенні, передачі, наданні у користування земельних ділянок, а також службових зловживань при розпорядженні об'єктами комунальної власності та бездіяльності органів прокуратури щодо порушень законодавства України в діяльності міської ради                                  | 05.06.2008     | Денькович І. В.                 |                                                                                               |
| 105   | VI   | 9        | З питань з'ясування обставин поставки до Грузії української військової техніки з метою встановлення фактів порушення законодавства України та норм міжнародного права | 02.09.2008     | Коновалюк В. І.                 |                                                                                               |
| 106   | VI   | 10       | З питань перевірки діяльності Національного банку України в період фінансової кризи | 18.12.2008     | Полунєєв Ю. В.                  |                                                                                               |
| 107   | VI   | 11       | З питань розслідування стану функціонування газотранспортної системи України та забезпечення газом споживачів у 2008—2009 роках | 13.01.2009     | Богословська І. Г.              |                                                                                               |
| 108   | VI   | 12       | Для розслідування корупційних дій посадових осіб, які перешкоджають поверненню 16-ти вертольотів МІ-8 МТ (МТВ) до складу Сухопутних військ Збройних Сил України, переданих в оренду закритому акціонерному товариству «Українські вертольоти» | 15.01.2009     | Кузьмук О. І.                   |                                                                                               |
| 109   | VI   | 13       | З питань розслідування фактів порушення посадовими особами державних адміністрацій Київської області Конституції України і чинного законодавства України при наданні та переоформленні прав на земельні ділянки | 19.02.2009     | Бондарєв К. А.                  |                                                                                               |
| 110   | VI   | 14       | З питань розслідування обставин порушення Конституції України та законів України, прийняття протиправних рішень посадовими особами Київської міської ради та її виконавчого органу | 19.02.2009     | Куликов К. Б.                   |                                                                                               |
| 111   | VI   | 15       | З питань розслідування обставин незаконного затримання 6 квітня 2005 року Головним слідчим управлінням Міністерства внутрішніх справ України голови Донецької обласної ради Колесникова Бориса Вікторовича, утримання його під вартою, а також порушення стосовно нього кримінальної справи [Архівовано 8 березня 2016 у Wayback Machine.] | 05.03.2009     | Джига М. В.                     |                                                                                               |
| 112   | VI   | 16       | З питань з'ясування обставин порушення посадовими особами, керівництвом Служби безпеки України Конституції та законів України при виконанні ними своїх службових обов'язків (щодо подій навколо функціонування Національної акціонерної компанії «Нафтогаз України» та газотранспортної системи України) | 05.03.2009     | Зварич Р. М.                    |                                                                                               |
| 113   | VI   | 17       | З питань розслідування обставин щодо порушень вимог законодавства України при відчуженні пакетів акцій, що перебувають у державній власності, акціонерних товариств у галузі сільськогосподарського машинобудування у зв'язку з діяльністю Відкритого акціонерного товариства "Лізингова компанія «Украгромашінвест», а також з'ясування обставин доведення до банкрутства Відкритого акціонерного товариства «Херсонські комбайни»                              | 20.03.2009     | Одарченко Ю. В.                 |                                                                                               |
| 114   | VI   | 18       | З питань розслідування обставин отруєння кандидата на пост Президента України Ющенка Віктора Андрійовича та з'ясування причин і виявлення осіб, винних у зволіканні з розслідуванням кримінальної справи і передачею матеріалів до суду | 31.03.2009     | Сівкович В. Л.                  |                                                                                               |
| 115   | VI   | 19       | Для перевірки дотримання законодавства України при проведенні реконструкції Національного спортивного комплексу «Олімпійський» | 19.05.2009     | Сафіуллін Р. С.                 |                                                                                               |
| 116   | VI   | 20       | З питань розслідування обставин порушення Конституції України і законів України при проведенні позачергових виборів до Тернопільської обласної ради 15 березня 2009 року та фактів фальсифікації їх результатів | 19.05.2009     | Денькович І. В.                 |                                                                                               |
| 117   | VI   | 21       | З питань розслідування обставин інциденту за участю Міністра внутрішніх справ України Луценка Ю. В., який мав місце 4 травня 2009 року в аеропорту м. Франкфурт-на-Майні, Німеччина | 19.05.2009     | Забзалюк Р. О.                  |                                                                                               |
| 118   | VI   | 22       | З питань розслідування інциденту за участю Міністра внутрішніх справ України Луценка Ю. В., який стався 4 травня 2009 року, та інших повідомлень про можливі зловживання з його боку | 19.05.2009     | Шуфрич Н. І.                    |                                                                                               |
| 119   | VI   | 23       | З питань розслідування обставин смерті народного депутата України IV скликання І. Плужникова та заволодіння невідомими особами його власністю, акціями телекомпанії «Інтер» | 19.05.2009     | Портнов А. В.                   |                                                                                               |
| 120   | VI   | 24       | З питань розслідування обставин щодо самовільного захоплення земельних ділянок, незаконного будівництва у м. Сімферополі жилих, офісних і розважальних центрів, а також бездіяльності правоохоронних органів | 09.10.2009     |                                 |                                                                                               |
| 121   | VI   | 25       | З питань розслідування обставин, пов'язаних із звинуваченнями в розбещенні неповнолітніх | 20.10.2009     | Самойлик К. С.                  |                                                                                               |
| 122   | VI   | 26       | З питань розслідування випадків втручання органів державної влади і органів місцевого самоврядування, їх посадових осіб у діяльність засобів масової інформації, а також випадків повідомлень у засобах масової інформації про тиск на свободу слова в Україні | 18.12.2009     | Прутнік Е. А.                   |                                                                                               |
| 123   | VI   | 27       | З питань розслідування обставин та причин неефективного управління державним майном в агропромисловому комплексі | 23.12.2009     | Рижук С. М.                     |                                                                                               |
| 124   | VI   | 28       | З питань розслідування законності прийняття рішень Національною радою України з питань телебачення і радіомовлення щодо проведення конкурсів та встановлення переможців конкурсів на отримання (переоформлення) ліцензій на мовлення з використанням відповідних частот у 2005—2010 роках | 17.06.2010     | Богословська І. Г.              |                                                                                               |
| 125   | VI   | 29       | З питань з'ясування обставин використання бюджетних коштів керівництвом Державного комітету України з державного матеріального резерву | 18.06.2010     | Олійник В. М.                   |                                                                                               |
| 126   | VI   | 30       | З питань розслідування обставин та причин сучасного стану справ в системі кредитної кооперації | 01.07.2010     | Прасолов І. Г.                  |                                                                                               |
| 127   | VI   | 31       | З питань розслідування випадків цензури у засобах масової інформації, тиску на свободу слова в Україні та перешкоджання законній професійній діяльності журналістів | 01.07.2010     | Геращенко І. В.                 |                                                                                               |
| 128   | VI   | 32       | Щодо рішення Арбітражного інституту Торгової палати Стокгольма, розслідування фактів корупційної діяльності ЗАТ «РосУкрЕнерго» і причетності до цього посадових осіб органів державної влади та арешту екс-голови Державної митної служби України Макаренка А. В. | 01.07.2010     | Зварич Р. М.                    |                                                                                               |
| 129   | VI   | 33       | З питань розслідування обставин підписання газових угод між НАК «Нафтогаз України» та ВАТ «Газпром» щодо наявності ознак державної зради в сфері економічної безпеки України | 17.03.2011     | Богословська І. Г.              |                                                                                               |
| 130   | VI   | 34       | З питань розслідування обставин та наслідків діяльності на українському ринку нафтопродуктів компанії «Лівела» та інших пов'язаних з нею юридичних осіб | 12.05.2011     | Зварич Р. М.                    |                                                                                               |
| 131   | VI   | 35       | З питань розслідування обставин, що призвели до ситуації, яка склалася довкола ЗАТ «Індар» | 07.10.2011     | Плохой І. І.                    |                                                                                               |
| 132   | VI   | 36       | З питань розслідування дій працівників органів внутрішніх справ України під час реалізації конституційного права на свободу мирних зборів учасниками мітингу 24 серпня 2011 року в місті Києві | 19.10.2011     | Кириленко В. А.                 |                                                                                               |
| 133   | VI   | 37       | З питань розслідування обставин порушення Конституції України, Земельного кодексу України, інших законів України та прийняття протиправних рішень Київською міською радою в період з 2007 по 2010 роки | 06.06.2012     | Куликов К. Б.                   |                                                                                               |
| 134   | VII  | 1        | З питань розслідування фактів перегляду волевиявлення Українського народу на парламентських виборах 2012 року | 21.03.2013     | Аваков А. Б.                    |                                                                                               |
| 135   | VII  | 2        | З питань розслідування фактів порушення законодавства України при здійсненні державних закупівель, неефективного використання державних коштів та зловживань службовим становищем з боку посадових осіб Міністерства охорони здоров'я України, інших державних підприємств, установ та організацій у сфері охорони здоров'я та фармацевтичної галузі [Архівовано 12 лютого 2017 у Wayback Machine.]                                                              | 15.05.2013     | Дирів А. Б.                     |                                                                                               |
| 136   | VII  | 3        | З питань розслідування фактів нападу на представників засобів масової інформації 18 травня 2013 року у місті Києві за адресою вулиця Володимирська, 15 та розслідування інших фактів тиску на засоби масової інформації, перешкоджання законній професійній діяльності журналістів | 23.05.2013     | Ярема В. Г.                     |                                                                                               |
| 137   | VII  | 4        | З питань розслідування протиправних діянь правоохоронних органів та окремих посадових осіб, посягань на права і свободи, життя і здоров'я громадян під час подій, пов'язаних з масовими акціями суспільно-політичного протесту, що відбуваються в Україні з 21 листопада 2013 року [Архівовано 12 березня 2014 у Wayback Machine.] | 16.01.2014     | Москаль Г. Г.                   |                                                                                               |
| 138   | VII  | 5        | З розслідування обставин загибелі О. Музичка | 28.03.2014     | Дерев'янко Ю. Б.                |                                                                                               |
| 139   | VII  | 6        | З питань розслідування фактів масового переслідування водіїв, які були учасниками мирних акцій протесту з використанням колісних транспортних засобів, та їх притягнення до адміністративної відповідальності | 17.04.2014     | Яворівський В. О.               |                                                                                               |
| 140   | VII  | 7        | З питань розслідування фактів загибелі громадян у містах Одесі, Маріуполі, а також в інших містах Донецької та Луганської областей України | 13.05.2014     | Дубовой О. Ф.                   |                                                                                               |
| 141   | VII  | 8        | З питань перевірки використання коштів, перерахованих громадянами України на підтримку Збройних Сил України та інших військових формувань, та видатків Державного бюджету України, спрямованих на потреби Збройних Сил України та інших військових формувань | 05.06.2014     | Геращенко І. В.                 |                                                                                               |
| 142   | VII  | 9        | З питань розслідування обставин знищення військово-транспортного літака Повітряних Сил Збройних Сил України ІЛ-76, що заходив на посадку в аеропорту міста Луганська | 17.06.2014     | Чорноволенко О. В.              |                                                                                               |
| 143   | VII  | 10       | З питань перевірки дотримання законодавства у сфері державного регулювання природних монополій та суміжних ринків щодо енерго-, газо-, тепло- та водопостачання | 23.07.2014     | Чубатенко О. М.                 |                                                                                               |
| 144   | VII  | 11       | З питань розслідування обставин трагічних подій, що призвели до загибелі та захоплення в полон бійців добровольчих батальйонів, а також військовослужбовців Збройних Сил України, Національної гвардії України біля міста Іловайськ Донецької області [Архівовано 29 грудня 2016 у Wayback Machine.] | 04.09.2014     | Сенченко А. В.                  |                                                                                               |
| 145   | VIII | 1        | З питань розслідування обставин розкрадання державних коштів під час надання послуг зі збирання небезпечних відходів гексахлорбензолу в Калуському районі Івано-Франківської області у 2011—2014 роках | 19.03.2015     | Насалик І. С.                   |                                                                                               |
| 146   | VIII | 2        | З питань розслідування обставин конфлікту в Закарпатській області [Архівовано 23 лютого 2017 у Wayback Machine.] | 14.07.2015     | Паламарчук М. П.                |                                                                                               |
| 147   | VIII | 3        | З питань проведення технічної експертизи будівельних робіт та перевірки ефективності використання бюджетних коштів при будівництві мостових переходів через річку Дніпро в місті Запоріжжя | 15.07.2015     | Соболєв С. В.                   |                                                                                               |
| 148   | VIII | 4        | Для проведення розслідування відомостей щодо фактів розкрадання в Збройних Силах України та підриву обороноздатності держави у період з 2004 по 2017 роки [Архівовано 31 грудня 2018 у Wayback Machine.] | 07.06.2018     | Вінник І. Ю.                    | [Архівовано 18 жовтня 2019 у Wayback Machine.] [Архівовано 11 червня 2019 у Wayback Machine.] |
| 149   | VIII | 5        | Для проведення розслідування відомостей щодо нападів на Катерину Гандзюк та інших громадських активістів [Архівовано 18 травня 2020 у Wayback Machine.] | 06.11.2018     | Береза Б. Ю.                    | [Архівовано 18 жовтня 2019 у Wayback Machine.]                                                |
| 150   | IX   | 1        | Для проведення розслідування відомостей щодо дотримання вимог законодавства під час зміни власників інформаційних телеканалів та забезпечення протидії інформаційному впливу Російської Федерації | 17.10.2019     | Василевська-Смаглюк О. М.       |                                                                                               |
| 151   | IX   | 2        | З питань розслідування пожежі (вибухів) на складах боєприпасів в м. Ічня (Чернігівська обл.), м. Калинівка (Вінницька обл.), м. Балаклія (Харківська обл.), м. Сватове (Луганська обл.), м. Кривий Ріг (Дніпропетровська обл.) у період з 2014 по 2018 роки | 31.10.2019     | Арахамія Д. Г.                  |                                                                                               |
| 152   | IX   | 3        | З питань розслідування можливих фактів порушення законодавства України та зловживання службовим становищем президентом Української асоціації футболу (Федерації футболу України), головою Комітету Верховної Ради України з питань бюджету Верховної Ради України восьмого скликання Павелком А. В. при вирішенні питання фінансування та реалізації бюджетної програми «Будівництво футбольних полів зі штучним покриттям в регіонах України» у 2017—2018 роках | 15.11.2019     | Арахамія Д. Г.                  |                                                                                               |
| 153   | IX   | 4        | Для здійснення парламентського контролю за розслідуваннями нападів на Катерину Гандзюк та інших громадських активістів протягом 2017—2018 років | 12.12.2019     | Василів І. В.                   |                                                                                               |
| 154   | IX   | 5        | Для проведення розслідування відомостей щодо укладання Угоди між Міністерством фінансів України та Спеціальним комітетом кредиторів з реструктуризації зовнішнього боргу у 2015 році | 20.12.2019     | Бужанський М. А.                |                                                                                               |
| 155   | IX   | 6        | З питань розслідування оприлюднених у засобах масової інформації фактів можливих корупційних дій посадових осіб органів державної влади, які призвели до значних втрат дохідної частини Державного бюджету України [Архівовано 5 травня 2021 у Wayback Machine.] | 24.04.2020     | Крулько І. І.                   |                                                                                               |
| 156   | IX   | 7        | З питань розслідування фактів корупції в органах державного архітектурно-будівельного контролю та нагляду | 15.09.2020     | Пузійчук А. В.                  |                                                                                               |
| 157   | IX   | 8        | З питань розслідування причин виникнення у 2020 році масштабних пожеж у Луганській області та дій/бездіяльності Луганського обласного управління ДСНС і Луганської ОДА — Луганської ОВЦА щодо вчасного реагування на виникнення та недопущення виникнення подій надзвичайного характеру | 02.12.2020     | Горбенко Р. О.                  |                                                                                               |
| 158   | IX   | 9        | З питань розслідування причин збитковості підприємств вугільно-промислового комплексу | 16.12.2020     | Камельчук Ю. О.                 |                                                                                               |
| 159   | IX   | 10       | З питань перевірки та оцінки стану акціонерного товариства «Українська залізниця», розслідування фактів можливої бездіяльності, порушення законодавства України органами управління зазначеного підприємства, що призвели до значного погіршення технічного стану підприємства та основних виробничих показників | 27.01.2021     | Гришина Ю. М.                   |                                                                                               |
| 160   | IX   | 11       | З питань розслідування випадків та причин порушення прав дитини під час здійснення децентралізації повноважень з питань охорони дитинства, реформування системи закладів інституційного догляду та виховання, реалізації права дитини на сімейне виховання та усиновлення, розвитку (модернізації) соціальних послуг | 18.02.2021     | Сушко П. М.                     |                                                                                               |
| 161   | IX   | 12       | З питань розслідування можливих протиправних дій представників органів державної влади та інших осіб, що могли сприяти порушенню державного суверенітету, територіальної цілісності та недоторканності України і становити загрозу національній безпеці України [Архівовано 21 травня 2021 у Wayback Machine.] | 19.05.2021     | Безугла М. В.                   | [Архівовано 15 листопада 2021 у Wayback Machine.]                                             |
| 162   | IX   | 13       | З питань розслідування можливих протиправних дій посадових осіб Державного космічного агентства України (Національного космічного агентства України) та підприємств космічної галузі, зокрема під час реалізації проектів «Либідь» та «Циклон-4» [Архівовано 17 вересня 2021 у Wayback Machine.] | 10.09.2021     | Тарута С. О.                    |                                                                                               |
| 163   | IX   | 14       | З питань розслідування смерті (вбивства) народного депутата України Полякова Антона Едуардовича [Архівовано 25 листопада 2021 у Wayback Machine.] | 18.11.2021     | Скороход А. К.                  |                                                                                               |
| 164   | IX   | 15       | З питань розслідування фактів можливих корупційних дій посадових осіб ДПСУ, ДМСУ, що могли призвести до зменшення надходжень до державного бюджету, та можливих зловживань у сфері фінансово-господарської діяльності акціонерного товариства НАК «Нафтогаз України» [Архівовано 18 лютого 2022 у Wayback Machine.] | 27.01.2022     | Крулько І. І.                   |                                                                                               |
| 165   | IX   | 16       | З питань розслідування фактів, які сприяли тимчасовій окупації Автономної Республіки Крим [Архівовано 18 лютого 2022 у Wayback Machine.] | 01.02.2022     | Копитін І. В.                   |                                                                                               |
| 166   | IX   | 17       | З питань розслідування обставин, що призвели до смерті судді Автозаводського районного суду м. Кременчука Полтавської області Лободенка Олександра Станіславовича та міського голови міста Кременчука Полтавської області Бабаєва Олега Мейдановича | 01.02.2022     | Цимбалюк М. М.                  |                                                                                               |
| 167   | IX   | 18       | З питань розслідування можливих фактів незаконного та неефективного проведення органами державної влади, органами місцевого самоврядування заходів щодо вдосконалення системи управління та дерегуляції земельних відносин (земельної децентралізації) | 01.02.2022     | Богданець А. В.                 |                                                                                               |
| 168   | IX   | 19       | З питань розслідування можливих порушень законодавства України у сфері отримання, розподілу, транспортування, зберігання, використання за цільовим призначенням гуманітарної та іншої допомоги, а також неефективного використання державного майна, яке може бути використане для тимчасового розміщення внутрішньо переміщених осіб та забезпечення інших потреб держави                                                                                       | 20.09.2022     | Козир С. В.                     |                                                                                               |
| 169   | IX   | 20       | З питань розслідування фактів сексуального насильства, вчинених внаслідок збройної агресії Російської Федерації проти України | 20.09.2022     | Бардіна М. О.                   |                                                                                               |
| 170   | IX   | 21       | З питань розслідування можливих фактів неефективної діяльності Державного агентства лісових ресурсів України, Державного агентства водних ресурсів України та Державної екологічної інспекції України, їх територіальних органів, підприємств, установ та організацій, що належать до сфери їх управління, які могли призвести до зменшення надходжень до державного та місцевих бюджетів                                                                        | 18.10.2022     | Тищенко М. М.                   |                                                                                               |
| 171   | IX   | 22       | З питань розслідування фактів корупції на державних підприємствах, в установах та організаціях Національної академії аграрних наук України | 01.12.2022     | Тищенко М. М.                   |                                                                                               |
| 172   | IX   | 23       | З питань розслідування можливих фактів порушень законодавства України посадовими особами Бюро економічної безпеки України, органів державної влади та інших державних органів, які здійснюють повноваження у сфері економічної безпеки, що могли призвести до зменшення надходжень до державного та місцевих бюджетів | 13.12.2022     | Железняк Я. І.                  |                                                                                               |
| 173   | IX   | 24       | З питань розслідування можливих фактів порушення законодавства під час відчуження об'єктів державної власності України, розташованих за кордоном | 23.02.2023     | Веніславський Ф. В.             |                                                                                               |
| 174   | IX   | 25       | З питань розслідування можливих фактів незаконної діяльності у сфері фінансових послуг та ринків фінансових послуг, яка здійснюється з використанням інформаційних, електронних комунікаційних, інформаційно-комунікаційних систем та електронних комунікаційних мереж | 30.05.2023     | Скорик М. Л.                    |                                                                                               |
| 175   | IX   | 26       | З питань розслідування можливих порушень законодавства України при здійсненні публічних закупівель під час дії воєнного стану | 09.08.2023     | Цабаль В. В.                    |                                                                                               |
| 176   | IX   | 27       | З питань розслідування можливих фактів порушення законодавства України у Міністерстві оборони України, Збройних Силах України, інших утворених відповідно до законів України військових формуваннях, правоохоронних органах спеціального призначення, посади в яких комплектуються військовослужбовцями | 21.09.2023     | Скороход А. К.                  |                                                                                               |
| 177   | IX   | 28       | З питань розслідування можливих фактів порушення законодавства України щодо експорту, імпорту товарів, країною походження або країною призначення яких є Російська Федерація | 21.09.2023     | Дубнов А. В.                    |                                                                                               |
| 178   | IX   | 29       | З питань розслідування можливих фактів порушень законодавства України щодо фінансування лікування та реабілітації військовослужбовців у медичних закладах | 21.09.2023     | Тимошенко Ю. В.                 |                                                                                               |
| 179   | IX   | 30       | З питань розслідування можливих протиправних дій посадових осіб органів державної влади, інших державних органів та суб'єктів господарювання державного сектору економіки, що могли завдати шкоди економічній безпеці України | 22.02.2024     | Железняк Я. І.                  |                                                                                               |